# Hải Long, Như Thanh
Hải Long là một xã thuộc huyện Như Thanh, tỉnh Thanh Hóa, Việt Nam.
Xã Hải Long có diện tích 18,25 km², dân số năm 1999 là 3582 người, mật độ dân số đạt 196 người/km².